# Olympische Sommerspiele 1996/Leichtathletik – Weitsprung (Frauen)
Der Weitsprung der Frauen bei den Olympischen Spielen 1996 in Atlanta wurde am 1. und 2. August 1996 im Centennial Olympic Stadium ausgetragen. 48 Athletinnen nahmen teil.
Olympiasiegerin wurde die Nigerianerin Chioma Ajunwa. Sie gewann vor der Italienerin Fiona May und der US-Amerikanerin Jackie Joyner-Kersee.
Die Österreicherin Ljudmila Ninova schied in der Vorrunde ohne gültigen Versuch aus.

Athletinnen aus Deutschland, der Schweiz und Liechtenstein nahmen nicht teil.

## Aktuelle Titelträgerinnen
| Olympiasiegerin                           | Heike Drechsler ( Deutschland)                 | 7,14 m | Barcelona 1992       |
| Weltmeisterin 1995                        | Fiona May ( Italien)                           | 6,98 m | Göteborg 1995        |
| Europameisterin 1994                      | Heike Drechsler ( Deutschland)                 | 7,14 m | Helsinki 1994        |
| Panamerikanische Meisterin 1995           | Niurka Montalvo ( Kuba)                        | 6,89 m | Mar del Plata 1995   |
| Zentralamerika und Karibik-Meisterin 1995 | Flora Hyacinth ( Amerikanische Jungferninseln) | 6,59 m | Guatemala-Stadt 1995 |
| Südamerika-Meisterin                      | Andrea Ávila ( Argentinien)                    | 6,58 m | Manaus 1995          |
| Asienmeisterin 1995                       | Jelena Perschina ( Kasachstan)                 | 6,50 m | Jakarta 1995         |
| Afrikameisterin 1996                      | Grace Umelo ( Nigeria)                         | 6,13 m | Yaoundé 1996         |
| Ozeanienmeisterin 1994                    | Frith Maunder ( Neuseeland)                    | 6,10 m | Auckland 1994        |

## Bestehende Rekorde
| Weltrekord         | 7,52 m | Galina Tschistjakowa ( Sowjetunion) | Leningrad (heute Sankt Petersburg), Sowjetunion (heute Russland) | 11. Juni 1988      |
| Olympischer Rekord | 7,40 m | Jackie Joyner-Kersee ( USA)         | Finale OS Seoul, Südkorea                                        | 29. September 1988 |

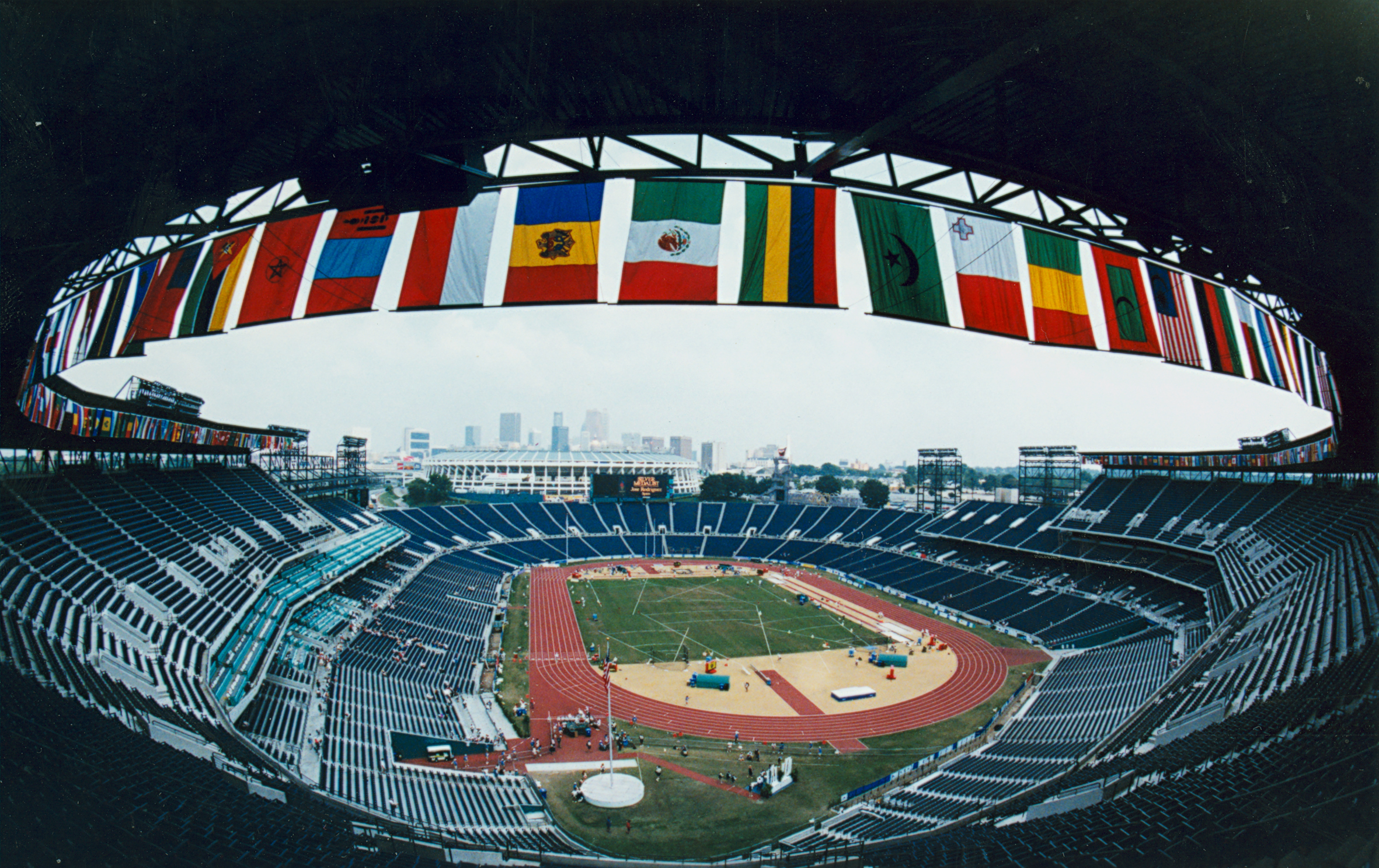
Das Centennial Olympic Stadium von Atlanta im Jahr 1996

Der bestehende olympische Rekord wurde bei diesen Spielen nicht erreicht. Am weitesten sprang die nigerianische Olympiasiegerin Chioma Ajunwa, die im Finale bei einem Rückenwind von 0,9 m/s 7,12 m erzielte und damit den olympischen Rekord um 28 Zentimeter verfehlte. Zum Weltrekord fehlten ihr vierzig Zentimeter.

## Doping
Die Bulgarin Iwa Prandschewa, mit 6,82 m zunächst auf Platz sieben, wurde des Dopings mit Metandienon überführt und disqualifiziert. Noch vor den folgenden Spielen von Sydney wurde sie nach einer weiteren positiven Dopingprobe als Wiederholungstäterin lebenslang gesperrt.
Benachteiligt wurden zwei Athletinnen:
- Flora Hyacinth, Amerikanische Jungferninseln – Sie hätte über ihre Platzierung am Finale teilnehmen können.
- Tünde Vaszi, Ungarn – Ihr hätten im Finale als achtplatzierte Teilnehmerin drei weitere Versuche zugestanden.

## Leistungsniveau auf dem Hintergrund des Einsatzes unerlaubter Mittel
Das Leistungsniveau war nicht mehr vergleichbar mit dem Level, das von den Athletinnen ausgangs der 1980er Jahre angeboten wurde, als 7-Meter-Weiten in Serie produziert wurden und die Spitzen-Resultate um dreißig Zentimeter besser waren als hier in Atlanta. Dieser Entwicklungsrückgang muss gesehen werden vor allem im Zusammenhang mit einem besonderen Höhepunkt des Einsatzes verbotener Mittel zur Leistungssteigerung. In zahlreichen Veröffentlichungen gibt es Hinweise auf Dopingpraktiken der 1980er Jahre, die Kontrollen hatten einen noch löchrigeren Standard als später. So gibt es im Sinne eines sauberen Sports aus Fachkreisen unter anderem Forderungen nach Rücknahme aller bestehenden Leichtathletik-Rekorde. Es finden sich zwar keine offiziellen Nachweise oder positiven Dopingbefunde für die Athletinnen, die damals mit ihren Leistungen geglänzt hatten. Aber die kritischen Rückblicke dazu kommen nicht aus dem Nichts.

## Legende
Kurze Übersicht zur Bedeutung der Symbolik – so üblicherweise auch in sonstigen Veröffentlichungen verwendet:
| – | verzichtet                                 |
| x | ungültig                                   |
| w | Windunterstützung über dem zulässigen Wert |

Anmerkung:
Alle Zeiten sind in Ortszeit Atlanta (UTC−5) angegeben.

## Qualifikation
1. August 1996, ab 10:05 Uhr
Für die Qualifikation wurden die Athletinnen in zwei Gruppen gelost. Sieben von ihnen (hellblau unterlegt) übertrafen die direkte Finalqualifikationsweite von 6,70 m. Damit war die Mindestanzahl von zwölf Finalteilnehmerinnen nicht erfüllt. So wurde das Finalfeld mit den fünf nächstbesten Springinnen (hellgrün unterlegt) beider Gruppen auf zwölf Wettbewerberinnen aufgefüllt. Für die Finalteilnahme mussten schließlich 6,58 m gesprungen werden.

### Gruppe A
| Platz | Name                 | Nation       | 1. Versuch (m) Wind (m/s) | 2. Versuch (m) Wind (m/s) | 3. Versuch (m) Wind (m/s) | Resultat (m) |
| 1     | Fiona May            | Italien      | 6,58 / +1,2               | 6,85 / +0,5               | –                         | 6,85         |
| 2     | Chioma Ajunwa        | Nigeria      | 6,64 / −0,4               | 6,81 / +0,3               | –                         | 6,81         |
| 3     | Sharon Jaklofsky     | Niederlande  | x                         | 6,69 / −0,3               | 6,75 / +0,8               | 6,75         |
| 4     | Tünde Vaszi          | Ungarn       | 6,41 / −0,2               | 6,73 / +1,0               | –                         | 6,73         |
| 5     | Olena Schechowzowa   | Ukraine      | 6,44 / +1,0               | 6,70 / ±0,0               | –                         | 6,70         |
| 6     | Jackie Joyner-Kersee | USA          | 6,70 / +1,3               | –                         | –                         | 6,70         |
| 6     | Agata Karczmarek     | Polen        | 6,70 / +0,4               | –                         | –                         | 6,70         |
| 8     | Nicole Boegman       | Australien   | x                         | x                         | 6,67 / +0,8               | 6,67         |
| 9     | Niki Xanthou         | Griechenland | x                         | x                         | 6,60 / +1,0               | 6,60         |
| 10    | Lissette Cuza        | Kuba         | 6,45 / ±0,0               | 6,56 / −0,8               | 6,39 / +0,8               | 6,56         |
| 11    | Jelena Perschina     | Kasachstan   | 6,50 / +0,2               | x                         | x                         | 6,50         |
| 12    | Marieke Veltman      | USA          | 6,43 / ±0,0               | 6,49 / −0,3               | x                         | 6,49         |
| 13    | Olga Rubljowa        | Russland     | 6,47 / +0,7               | x                         | –                         | 6,47         |
| 14    | Regla María Cárdenas | Kuba         | 6,36 / +1,8               | 6,21 / ±0,0               | 6,42 / +0,3               | 6,42         |
| 15    | Ksenija Predikaka    | Slowenien    | x                         | 6,37 / +1,4               | x                         | 6,37         |
| 16    | Virge Naeris         | Estland      | x                         | 6,26 / +1,6               | 6,17 / +1,0               | 6,26         |
| 17    | Valentīna Gotowska   | Lettland     | x                         | x                         | 6,08 / −0,2               | 6,08         |
| 18    | Andrea Ávila         | Argentinien  | x                         | 5,92 / −0,1               | 6,00 / −0,2               | 6,00         |
| 19    | Anzhela Atroshchenko | Belarus      | x                         | x                         | 5,94 / ±0,0               | 5,94         |
| 20    | Nilufar Yasmin       | Bangladesch  | 5,19 / −0,3               | 4,65 / ±0,0               | 5,24 / ±0,0               | 5,24         |
| 21    | Béryl Laramé         | Seychellen   | x                         | 3,88 / +0,2               | x                         | 3,88         |
| NM    | Mihaela Gheorghiu    | Rumänien     | x                         | –                         | –                         | ogV          |
| NM    | Renata Nielsen       | Dänemark     | x                         | x                         | x                         | ogV          |
| DNS   | Michelle Baptiste    | St. Lucia    |                           |                           |                           |              |
| DNS   | Dione Rose           | Jamaika      |                           |                           |                           |              |

### Gruppe B
| Platz | Name                  | Nation                       | 1. Versuch (m) Wind (m/s) | 2. Versuch (m) Wind (m/s) | 3. Versuch (m) Wind (m/s) | Resultat (m) | Anmerkung                              |
| 1     | Chantal Brunner       | Neuseeland                   | x                         | 6,47 / +0,5               | 6,62 / +0,3               | 6,62         |                                        |
| 2     | Paraskevi Patoulidou  | Griechenland                 | 6,58 / +1,0               | 6,09 / +0,2               | 6,13 / −0,4               | 6,58         |                                        |
| 3     | Flora Hyacinth        | Amerikanische Jungferninseln | x                         | x                         | 6,58 / +1,7               | 6,58         | eigentlich für das Finale qualifiziert |
| 4     | Jacqueline Edwards    | Bahamas                      | 6,44 / +0,6               | 6,55 / +0,6               | 6,27 / +1,8               | 6,55         |                                        |
| 5     | Niurka Montalvo       | Kuba                         | 6,48 / +0,8               | x                         | x                         | 6,48         |                                        |
| 6     | Eunice Barber         | Sierra Leone                 | 6,20 / +0,4               | 6,20 / +1,5               | 6,45 / +0,6               | 6,45         |                                        |
| 7     | Galina Tschistjakowa  | Slowakei                     | 6,33 / +0,2               | x                         | 6,26 / +1,4               | 6,33         |                                        |
| 8     | Denise Lewis          | Großbritannien               | x                         | x                         | 6,33 / +0,7               | 6,33         |                                        |
| 9     | Jelena Sintschukowa   | Russland                     | x                         | 6,31 / +0,7               | x                         | 6,31         |                                        |
| 10    | Diane Guthrie-Gresham | Jamaika                      | 6,27 / +0,3               | x                         | x                         | 6,27         |                                        |
| 11    | Ana Liku              | Tonga                        | x                         | x                         | 6,06 / +1,4               | 6,06         |                                        |
| 12    | Elma Muros            | Philippinen                  | 5,98 / −0,1               | 6,04 / +0,2               | 5,99 / +0,5               | 6,04         |                                        |
| 13    | Rita Ináncsi          | Ungarn                       | 6,02 / +0,1               | x                         | x                         | 6,02         |                                        |
| 14    | Shabana Akhtar        | Pakistan                     | 5,72 / +1,3               | 5,70 / +1,3               | 5,80 / +2,0               | 5,80         |                                        |
| 15    | Nicole Devonish       | Kanada                       | 5,74 / +1,0               | 5,59 / +0,4               | x                         | 5,74         |                                        |
| 16    | Jelena Koschtschejewa | Kasachstan                   | x                         | 5,49 / −0,1               | 5,55 / +1,5               | 5,55         |                                        |
| NM    | Ljudmila Galkina      | Russland                     | x                         | x                         | x                         | ogV          |                                        |
| NM    | Lacena Golding        | Jamaika                      | x                         | x                         | x                         | ogV          |                                        |
| NM    | Heli Koivula          | Finnland                     | x                         | x                         | x                         | ogV          |                                        |
| NM    | Inessa Krawez         | Ukraine                      | x                         | x                         | x                         | ogV          |                                        |
| NM    | Ljudmila Ninova       | Österreich                   | x                         | x                         | x                         | ogV          |                                        |
| NM    | Natallja Sasanowitsch | Belarus                      | x                         | x                         | x                         | ogV          |                                        |
| NM    | Wiktorija Werschynina | Ukraine                      | x                         | x                         | x                         | ogV          |                                        |
| NM    | Shana Williams        | USA                          | x                         | x                         | x                         | ogV          |                                        |
| DOP   | Iwa Prandschewa       | Bulgarien                    | 6,58 / +0,8               | 6,62 / +0,9               | x                         | 6,62         | für das Finale zugelassen              |

In Qualifikationsgruppe B ausgeschiedene Weitspringerinnen:

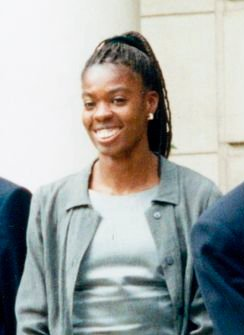
Niurka Montalvo – 6,48 m
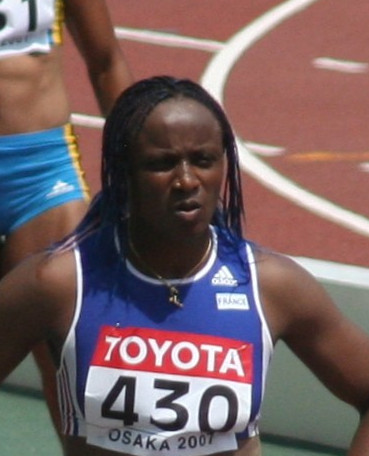
Eunice Barber – 6,45 m
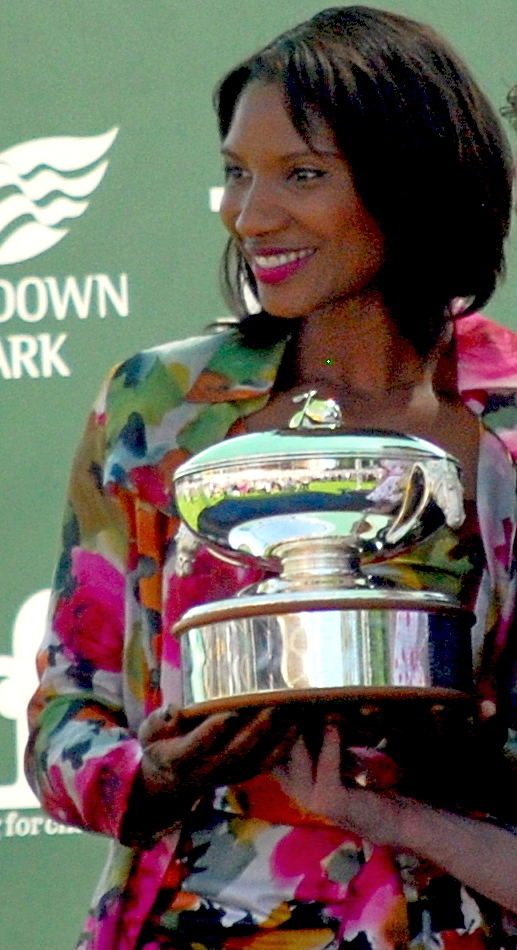
Denise Lewis – 6,33 m
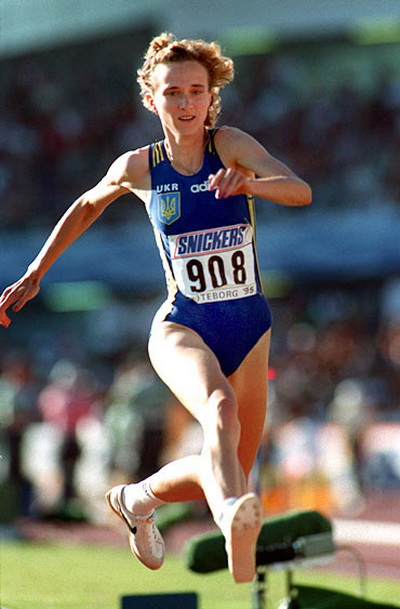
Inessa Krawez blieb ohne gültigen Versuch

## Finale
2. August 1996, 19:15 Uhr
| Platz | Name                 | Nation       | 1. Versuch (m) Wind (m/s) | 2. Versuch (m) Wind (m/s) | 3. Versuch (m) Wind (m/s) | 4. Versuch (m) Wind (m/s)                       | 5. Versuch (m) Wind (m/s)                       | 6. Versuch (m) Wind (m/s)                       | Resultat (m) |
| 1     | Chioma Ajunwa        | Nigeria      | 7,12 / +0,9               | 6,99 / +1,8               | 6,85 / +0,6               | 6,84 / +0,4                                     | –                                               | x                                               | 7,1200       |
| 2     | Fiona May            | Italien      | 6,68 / +1,7               | 7,02 / +1,4               | 6,78 / +0,4               | 6,73 / +1,7                                     | 6,76 / +1,4                                     | 6,88 / +0,2                                     | 7,0200       |
| 3     | Jackie Joyner-Kersee | USA          | 6,55 / +0,1               | 6,75 / +1,2               | 6,86 / +0,4               | x                                               | 6,52 / +0,4                                     | 7,00 / +0,5                                     | 7,0000       |
| 4     | Niki Xanthou         | Griechenland | x                         | 6,97 / +1.4               | x                         | 6,67 / +0,6                                     | 6,95 / +1,3                                     | 6,85 / ±0,0                                     | 6,9700       |
| 5     | Olena Schechowzowa   | Ukraine      | 6,84 / +1,3               | 6,88 / +1,7               | x                         | 6,97 / +0,9                                     | x                                               | x                                               | 6,9700       |
| 6     | Agata Karczmarek     | Polen        | 6,90 / +0,8               | x                         | x                         | x                                               | x                                               | 6,65 / +0,6                                     | 6,9000       |
| 7     | Nicole Boegman       | Niederlande  | 6,73 / +1,3               | x                         | x                         | x                                               | 6,55 / +1,2                                     | 6,23 / +0,9                                     | 6,7300       |
|       |                      |              |                           |                           |                           |                                                 |                                                 |                                                 |              |
| 8     | Tünde Vaszi          | Ungarn       | 6,60 / +1,3               | x                         | x                         | eigentlich zu drei weiteren Sprüngen berechtigt | eigentlich zu drei weiteren Sprüngen berechtigt | eigentlich zu drei weiteren Sprüngen berechtigt | 6,6000       |
| 9     | Chantal Brunner      | Russland     | 6,45 / +0,5               | 6,49 / +2,1               | 6,45 / +0,7               | nicht im Finale der besten acht Springerinnen   | nicht im Finale der besten acht Springerinnen   | nicht im Finale der besten acht Springerinnen   | 6,49 w       |
| 10    | Paraskevi Patoulidou | Griechenland | x                         | 6,26 / +1,6               | 6,37 / +0,3               | nicht im Finale der besten acht Springerinnen   | nicht im Finale der besten acht Springerinnen   | nicht im Finale der besten acht Springerinnen   | 6,3700       |
| NM    | Sharon Jaklofsky     | Niederlande  | x                         | x                         | x                         | nicht im Finale der besten acht Springerinnen   | nicht im Finale der besten acht Springerinnen   | nicht im Finale der besten acht Springerinnen   | ogV00        |
| DOP   | Iwa Prandschewa      | Bulgarien    | x                         | x                         | 6,81 / +1,4               | x                                               | 6,82 / +0,9                                     | x                                               | 6,8200       |

Zwölf Athletinnen hatten sich für das Finale qualifiziert, sieben über die geforderte Qualifikationsweite, fünf weitere über ihre Platzierungen. Zwei Griechinnen trafen auf je eine Teilnehmerin aus Australien, Bulgarien, Italien, Neuseeland, den Niederlanden, Nigeria, Polen, der Ukraine, Ungarn und den USA.
Nach der verletzungsbedingten Absage der deutschen Olympiasiegerin von 1992 Heike Drechsler war eigentlich die US-Amerikanerin Jackie Joyner-Kersee die Favoritin. Allerdings laborierte auch sie an einer Oberschenkelverletzung. Weitere Medaillenkandidatinnen waren die amtierende Weltmeisterin Fiona May aus Italien, früher für Großbritannien am Start und bei den Europameisterschaften 1994 auf Platz drei, sowie die russische EM-Dritte Inessa Krawez, die hier bereits den Dreisprung gewonnen hatte.
Gleich im ersten Versuch sprang die Nigerianerin Chioma Ajunwa 7,12 m. Mit 6,90 m lag die Polin Agata Karczmarek auf Platz zwei. Im zweiten Durchgang gelangen May 7,02 m, was sie auf Rang zwei brachte. Die Griechin Niki Xanthou verdrängte mit 6,97 m Karczmarek vom dritten Platz. In der nächsten Runde änderte sich nichts.
Im vierten Durchgang sprang die Ukrainerin Olena Schechowzowa wie Xanthou 6,97 m. Wegen ihrer besseren nächstbesten Weite lag Schechowzowa jetzt auf dem Bronzerang, Xanthou war Vierte. Die Griechin drehte das mit ihrem fünften Versuch auf 6,95 m und eroberte damit zunächst einmal Platz drei zurück. In ihrem letzten Sprung erreichte Jackie Joyner-Kersee 7,00 m und hatte damit die Bronzemedaille gewonnen. Olympiasiegerin aber wurde die Außenseiterin Chioma Ajunwa vor Fiona May. Niki Xanthou kam auf Platz vier vor Olena Schechowzowa und Agata Karczmarek.
Chioma Ajunwa war nicht nur die erste nigerianische Medaillengewinnerin im Weitsprung der Frauen. Sie war gleichzeitig die erste Olympiasiegern Nigerias überhaupt.

Fiona May war die erste italienische Medaillengewinnerin in dieser Disziplin.

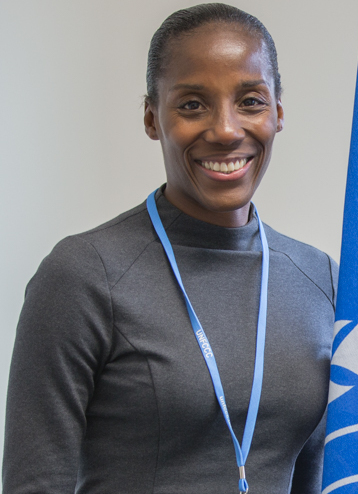
Silbermedaillengewinnerin Fiona May
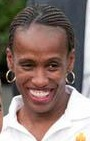
Bronzemedaillengewinnerin Jackie Joyner-Kersee
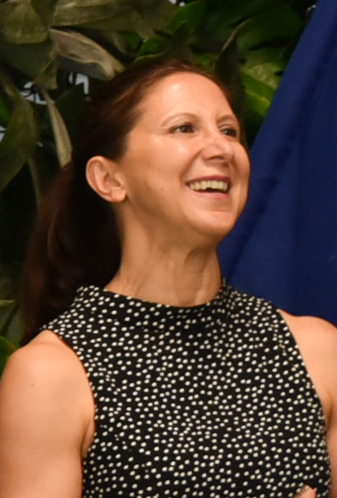
Chantal Brunner (hier im Jahr 2020) kam auf den neunten Platz
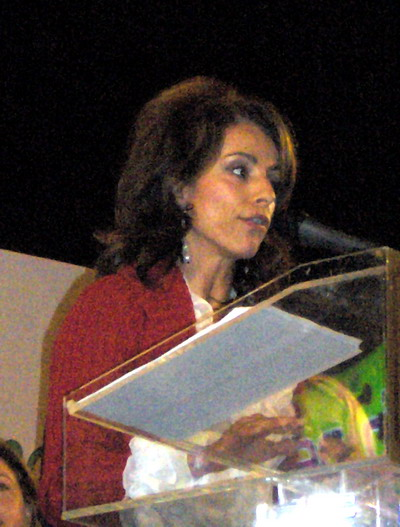
Rang zehn für Paraskevi Patoulidou (Foto: 2008)

## Videolinks
- Women's Long Jump Final Atlanta Olympics 02-08-1996, youtube.com, abgerufen am 18. Januar 2022
- Women's Long Jump Final Atlanta Olympics 1996, youtube.com, abgerufen am 15. März 2018